# Réserve écologique des Kettles-de-Berry
La réserve écologique des Kettles-de-Berry est située près de Berry.  Cette réserve protège l'esker et les kettles créés lors du retrait du glacier Laurentien.  Le territoire est dominé par des peuplements de pins gris et d'épinettes.